# Rolland Torok
Rolland Torok (ur. 25 października 1990 w Oradei) – rumuński koszykarz, występujący na pozycji silnego skrzydłowego, reprezentant Rumunii, posiadający także węgierskie obywatelstwo, obecnie zawodnik CSO Voluntari.

## Osiągnięcia
Stan na 30 października 2022, na podstawie, o ile nie zaznaczono inaczej.

### Drużynowe
- Mistrz Rumunii (2017)
- Wicemistrz Rumunii (2019, 2022)[3]
- Zdobywca Pucharu Rumunii (2016–2019, 2022)[4][3][5][5]
- Uczestnik międzynarodowych rozgrywek:
  - Ligi Mistrzów (2016–2018)
  - FIBA Europe Cup (2016–2018)
  - EuroChallenge (2013–2015)

### Indywidualne
(* – nagrody przyznane przez portal eurobasket.com)
- Uczestnik meczu gwiazd ligi rumuńskiej (2016, 2019)[4][3]
- Zaliczony do składu honorable mention ligi rumuńskiej (2021)*[6]

### Reprezentacja
Seniorska
- Uczestnik:
  - mistrzostw Europy (2017 – 23. miejsce)
  - europejskich kwalifikacji do mistrzostw świata (2017–2019 – 26. miejsce)

Młodzieżowe
- Uczestnik:
  - uniwersjady (2013 – 6. miejsce)
  - mistrzostw Europy dywizji B:
    - U–20 (2009 – 17. miejsce, 2010 – 14. miejsce)
    - U–18 (2008 – 12. miejsce)
    - U–16 (2006 – 18. miejsce)